# Megastigmus hilli
Megastigmus hilli är en stekelart som beskrevs av Alan Parkhurst Dodd 1917. Megastigmus hilli ingår i släktet Megastigmus och familjen gallglanssteklar. Inga underarter finns listade i Catalogue of Life.